# Pozione d'amore
Pozione d'amore (Love Potion No. 9) è un film commedia statunitense del 1992 scritto e diretto da Dale Launer, con Tate Donovan e Sandra Bullock.
Il film è uscito negli Stati Uniti il 13 novembre 1992.

## Trama
Due scienziati biochimici, Paul Matthews e Diane Farrow, sono sommersi dai loro doveri morali e lavorativi di ricercatori tanto da trascurare totalmente la loro vita sentimentale. Fino al giorno in cui Paul è convinto da amici a consultare una veggente, che gli fornisce un filtro d'amore. In principio Paul lo butta nella spazzatura, ma il giorno dopo si sveglia ed in casa è pieno di gatti randagi, Paul scopre che è colpa del gatto che ha leccato la pozione. Da qui la curiosità scientifica che coinvolge anche Diane. I due si imbarcano in una serie di avvenimenti che sconvolgono le loro esistenze in un susseguirsi di evoluzioni affettive, per poi scoprire che la loro stretta amicizia non era altro che vero amore.